# Obszar spisowy Bethel
Obszar spisowy Bethel (ang. Bethel Census Area) – obszar spisu powszechnego (ang. census area) w Stanach Zjednoczonych położony w stanie Alaska i wchodzący w skład okręgu niezorganizowanego. Największym miastem położonym na obszarze jest Bethel. Z gęstością zaludnienia 0,173 os./km², należy do 30. najsłabiej zaludnionych obszarów w Stanach Zjednoczonych. 
Zamieszkany przez 18 224 osób. Największy odsetek ludności stanowią rdzenni mieszkańcy (85%) oraz ludność biała (8,5%).

## Religia
Pod względem religijnym w okręgu silne pozycje mają: Kościół Prawosławny, Kościół katolicki i społeczności protestanckie, takie jak bracia morawscy.